# Jecheol-dong
Jecheol-dong (koreanska: 제철동) är en stadsdel i staden Pohang i provinsen Norra Gyeongsang i den östra delen av Sydkorea, 280 km sydost om huvudstaden Seoul. Den ligger i det södra stadsdistriktet, Nam-gu. 
Stadsdelen domineras av ett stålverk som tillhör POSCO, en av världens största producenter av stål. I Jecheol-dong finns även fotbollsarenan Pohang Steel Yard.